# 731部隊
731部隊（ななさんいちぶたい）は、第二次世界大戦期の大日本帝国陸軍に存在した研究機関。
正式名称は関東軍防疫給水部（関東軍防疫部から改称）。731部隊の名は、その秘匿名称（通称号）である満洲第七三一部隊の略。1941年3月に通称号が導入されるまでは、指揮官であった石井四郎の苗字を取って石井部隊と通称された。

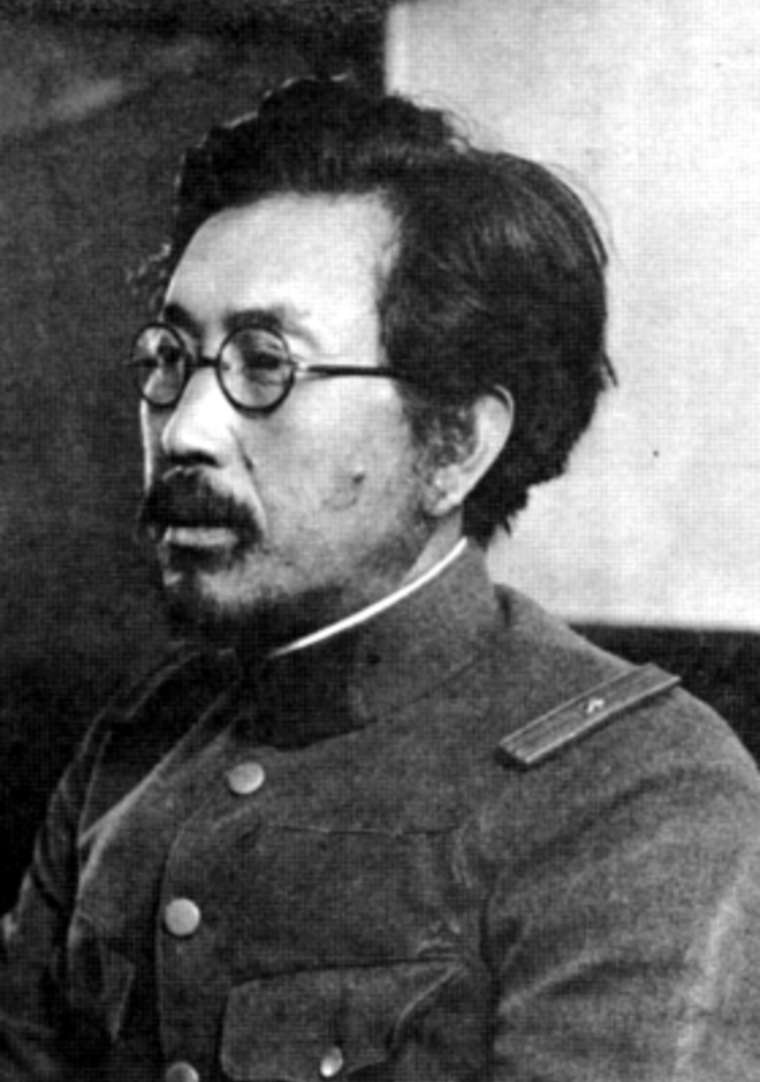
初代731部隊長石井四郎

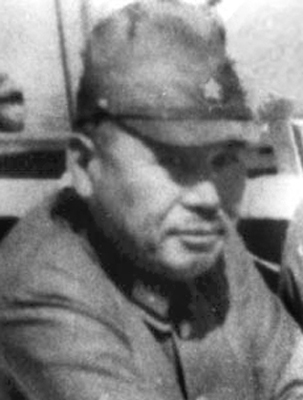
第2代731部隊長北野政次

満洲に拠点を置き、兵士の感染症予防や、そのための衛生的な給水体制の研究を主任務とすると同時に、細菌戦に使用する生物兵器の研究・開発機関でもあった。そのために人体実験や、生物兵器の実戦的使用を行っていたとされる。

## 沿革
1925年、化学兵器と細菌兵器の使用を禁じるジュネーブ議定書が締結された際、石井四郎は条約で禁止しなければならないほど細菌兵器が脅威であり、有効であるなら、これを開発しない手はないと考えた。その頃、石井は2年間の長期に渡り海外旅行を行ったが、帰国後に最強諸国が細菌戦の準備を行っており、日本もその準備をしなければ、大きな困難に遭遇すると日本陸軍省や参謀本部幹部らに、説いて回った。満州事変が起きた1932年（昭和7年）1月20日に訪問した関東軍参謀本部作戦課員の遠藤三郎との親交を通じて関東軍の参謀本部で石井の意見は支持を得るようになっていった。同年8月、陸軍軍医学校防疫部の下に石井ら軍医5人が属する防疫研究室（別名「三研」）が開設された。それと同時に、日本の勢力下にあった満洲への研究施設の設置も着、出先機関として関東軍防疫班が組織され、翌1933年（昭和8年）秋からハルビン東南70kmの背陰河において研究が開始された。この頃の関東軍防疫班は、石井の変名である「東郷ハジメ」に由来して「東郷部隊」と通称されていた。
1936年（昭和11年）4月23日、当時の関東軍参謀長 板垣征四郎によって「在満兵備充実に対する意見」における「第二十三、関東軍防疫部の新設増強」で関東軍防疫部の新設が提案され、同年8月には、軍令陸甲第7号により正式発足した。1940年の年間予算は1000万円という高額なものであった。関東軍防疫部は通称「加茂部隊」とも呼ばれており、これは石井の出身地である千葉県山武郡芝山町加茂部落の出身者が多数いたことに由来する。このとき同時に関東軍軍馬防疫廠（後に通称号：満洲第100部隊）も編成されている。1936年12月時点での関東軍防疫部の所属人員は、軍人65人（うち将校36人）と軍属105人であった。部隊規模の拡張に応じるため、ハルビン南方24kmの平房に新施設が着工され、1940年に完成した。
石井が構想したのは「パスツール研究所」や「ロックフェラー研究所」のような総合医学研究施設であったが、内地でできない人体実験を行うためには満州の北端に行けばよいと考えた。京都帝大医学部からは、助教授や講師級の若い優秀な研究者が派遣され、石川太刀雄丸（病理学）、岡本耕造（解剖学）、田部井和（チフス研究）、湊正男（コレラ研究）、吉村寿人（凍傷研究）、笠原四郎（ウイルス研究）、二木秀雄（結核研究）、貴宝院秋夫（天然痘研究）、などが石井の元に集められた。

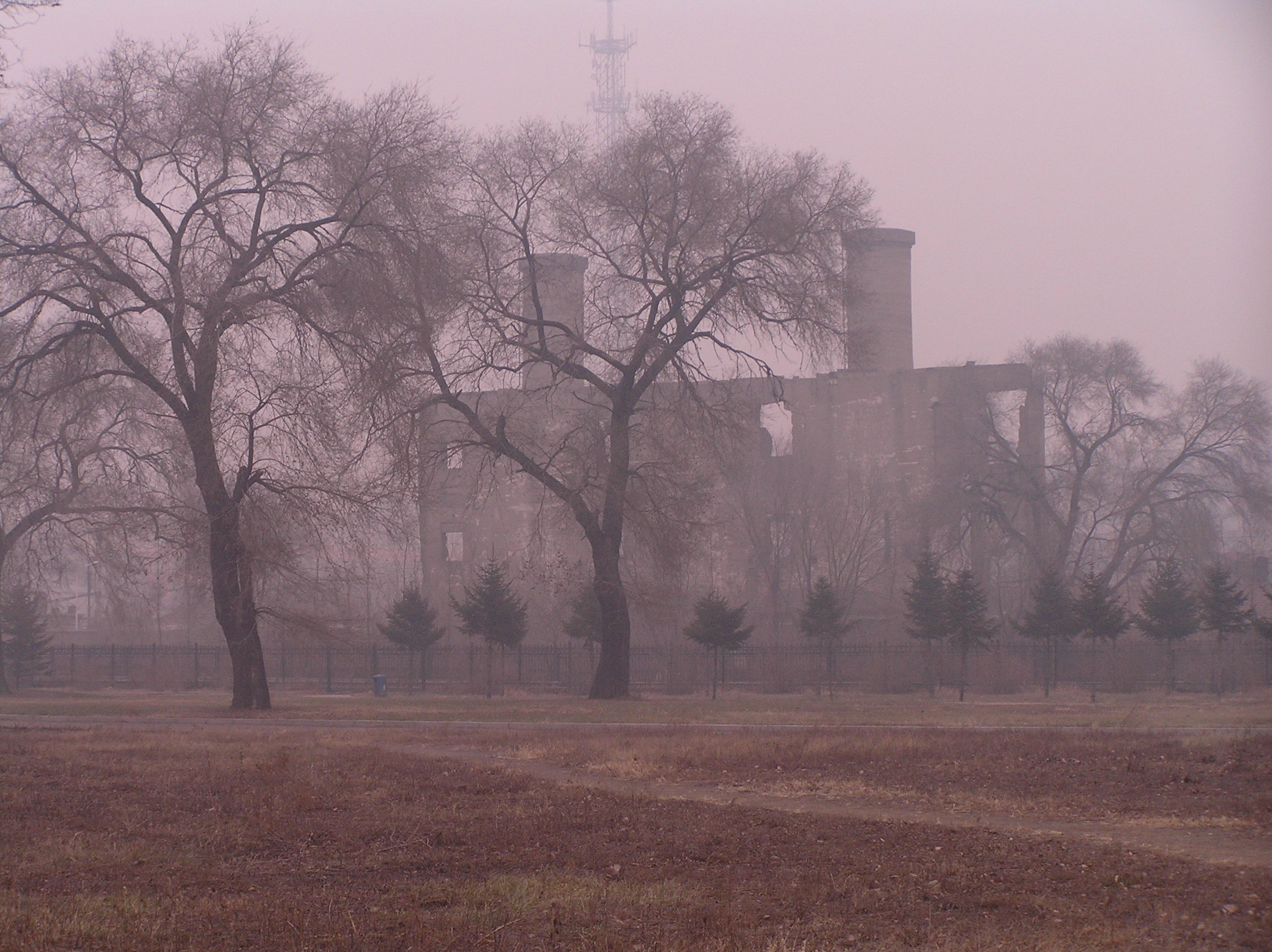
731部隊旧ボイラー棟。1945年8月9日の赤軍の侵攻直後、爆薬によって破壊された。常石敬一は、この破壊は部隊による証拠隠滅であったとする。

1940年（昭和15年）7月、軍令陸甲第14号により、関東軍防疫部は「関東軍防疫給水部（通称号：満洲第659部隊）」に改編された。そのうちの本部が「関東軍防疫給水部本部（通称号：満洲第731部隊）」である。731部隊を含む関東軍防疫給水部全体での所属人員は、1940年7月の改編時で軍人1235人（うち将校264人）と軍属2005人に増加し、東京帝国大学に匹敵する年間200万円（1942年度）の研究費が与えられていた。厚生労働省の集計によれば、1945年（昭和20年）の終戦直前における所属人員は3560人（軍人1344人、軍属2208人、不明8人）だった。この間、1942年8月から1945年3月には関東軍防疫給水部長が石井から北野政次に代わっていたが、引き続き731部隊などは石井の影響下にあったと見られている。浙江省寧波、玉山、金華などの都市へのチフス菌、コレラ菌の散布が行われたものの成功せず、ペスト菌に感染したノミを寧波や金華に投下して成功、これに満足すると記録フィルムを制作し、軍隊内で大々的に宣伝した。石井はペスト菌を細菌作戦の主要兵器として選択するとペストノミの生産能力の拡大に尽力する。常徳でのペストノミの1000メートル上空からの投下や、1942年の浙かん作戦を敢行。この頃、いったん移動により東京に戻り、北野が第2代隊長に就任するが、1945年3月には戦況が悪化したため、石井が部隊に戻るが、着任早々、「戦況が悪化しつつあるため、春の終わりか夏には好転を期し、細菌兵器を含む最後の手段を用いなければならない」と熱弁をふるった。同時にペストノミ生産のため、9月末までに300万匹のネズミの増殖を命令した。しかし、8月8日、予想よりもはるかに早くソ連が満州に侵攻。起死回生の秘密兵器は使われることはなく、施設の撤収、撤去作業を余儀なくされた。
1945年8月、ソ連対日参戦により、731部隊など関東軍防疫給水部諸部隊は速やかに日本本土方面への撤退が図られた。敗戦に際して、軍は関連文書の処分を命じ、証拠隠滅を図った。
大本営参謀だった朝枝繁春によると、朝枝は8月10日に満洲に派遣され、石井らに速やかな生物兵器研究の証拠隠滅を指示したと言う。この指示により施設は破壊され、部隊関係者の多くは8月15日までに撤収したが、一部は侵攻してきたソ連軍の捕虜となり、ハバロフスク裁判で戦争犯罪人として訴追された。
戦後、部隊に所属していた医師たちは、アメリカに研究資料などを提供する見返りとして、戦犯免責を受けた。元隊員の越定男によると、隊員たちは、「郷里に帰ったのちも、七三一に在籍していた事実を秘匿し、軍歴をかくすこと」「あらゆる公職には就かぬこと」「隊員相互の連絡は厳禁する」ことを申し渡された。

## 戦後の状況
2018年4月、国立公文書館に保管されていた、1945年1月現在の所属全3605人（軍医52人、技師49人、看護婦38人、衛生1117人他）の氏名・階級・当時の連絡先が記された名簿が開示された。
2020年6月19日、西山勝夫・滋賀医科大学名誉教授のグループが国立公文書館で、1950年から51年にかけて政府が作成した関連公文書「関東軍防疫給水部部隊概況」を発見。開示された41枚の文書には、林口・牡丹江・孫呉・ハイラルの4支部に関する「細部調査票」「行動群経過要図」などが含まれている。一方で本部と大連支部の細部調査票と行動群経過要図が含まれていなかったとのこと。またこれにより、作成時点での全隊員数は3262人と判明したという。

### 「職員表」など公式文書の発見
2023年8月、関東軍が1940年9月に作成した、731部隊の「職員表」などを含む報告書が国立公文書館に残されていたと報道された。これまで知られていなかった人たちの名前も含まれているという。

## 防疫活動
1939年（昭和14年）に発生したノモンハン事件では、関東軍防疫部が出動部隊の給水支援を行っている。石井四郎が開発した石井式濾水機などを装備した防疫給水隊3個ほかを編成して現地へ派遣し、部長の石井大佐自身も現地へ赴いて指導にあたった。最前線での給水活動・衛生指導は、消化器系伝染病の発生率を低く抑えるなど大きな成果を上げたとされる。その功績により、第6軍配属防疫給水部は、第6軍司令官だった荻洲立兵中将から衛生部隊としては史上初となる感状の授与を受け、石井大佐には金鵄勲章と陸軍技術有功章が贈られた。一方で、ノモンハン事件での給水活動に対する表彰は、実際には細菌兵器使用を行ったことに対するものであったとの見方もある。

## 生物兵器の開発と実戦的使用
第一次世界大戦における化学兵器の使用を受け、1925年のジュネーヴ議定書では戦争時における化学兵器・生物兵器（細菌兵器）の使用禁止が規定された。ただし、開発・生産・貯蔵といった行為は禁止項目ではなかった。
このような背景もあり、常石敬一や秦郁彦によれば、731部隊は単に生物兵器の研究を行っていただけではなく、生物兵器を実戦で使用していた。731部隊ではペストやチフスなどの各種の病原体の研究・培養、ノミなど攻撃目標を感染させるための媒介手段の研究が行われ、寧波、常徳、浙贛（ズイガン）などで実際にペスト菌が散布されたと常石は述べている。
731部隊の傭人として3年間勤務した鶴田兼敏は、ノモンハン事件での生物戦での実体験について、細菌の培養液を入れたガソリン缶をトラックに積んで輸送したこと、中身を河に流す際の事故により鶴田の内務班の班長だった軍曹が培養液を浴び、腸チフスで死亡したことなどを語っている。

### 元部隊員への尋問・関連論文
戦後のサンダースやトンプソンによる調査において、田中淳雄少佐は、1943年に防疫研究の余暇を使ってペストノミの増殖の研究を命ぜられたものの、ペストノミの増殖に不可欠な白ネズミが不足していたことから、ペストノミの大量増殖は不可能であったと供述している。
その後、1947年に米軍の細菌戦研究機関キャンプ・デトリック（現フォート・デトリック）のノーバート・フェル博士らが行った731部隊関係者からの事情聴取によると、日中戦争（支那事変）において、浙贛作戦（1942年）などで12回の生物兵器の使用があったとする。また、ペスト菌汚染された蚤を空中散布した、チフス菌を井戸や畑の果物などに撒いた、細菌入りの饅頭を配ったなどとする証言者も複数存在する。
サンダース、トンプソンによる調査において元隊員が人体実験や細菌戦について語らなかった理由について、トンプソンは、開示する情報の量と質が事前に指示されていたのでは無いかと推測しつつ、生物戦、特に攻撃面の研究・開発の規模について小さく見せたいという意図があったのであろうと述べている。

#### 金子順一論文
1940年の新京や農安でのペストの大流行が、731部隊の細菌散布により起きたとする元731部隊所属の金子順一軍医の「論文集（昭和19年）」が、2011年に日本の国立国会図書館関西部で発見された。論文では、1940年6月4日に日本軍が農安（吉林省）でノミ5グラムをまき、1次感染8人、2次感染607人の患者が発生し、同年10月27日には寧波で2キロ軍機から投下し、1次・2次感染合計1554人、41年11月4日には常徳に1.6キロ投下し、2810人を感染させ、6つケースの細菌戦では感染者は計2万5946人に上ったと推計している。また、投下した年月日はこれまで判明していたものと一致している。
金子論文は、太平洋や東南アジアでペスト菌を撒くことを想定し、地域や季節による効果を試算した研究内容を記述している。1944年3月には731部隊の17人がサイパン方面に「特殊防疫調査」のために出動したが、途中で船が撃沈されたとされる。
2012年6月15日衆議院外務委員会で社民党の服部良一議員は金子論文について質問すると、玄葉光一郎外務大臣は時間経過などを考えれば政府調査で事実関係が断定できるか難しく、今後の歴史学者の研究を踏まえていきたいと答弁した。

### ペスト菌攻撃とされる事例

#### 寧波
1940年10月27日早朝に行われた寧波へのペスト菌攻撃は、低空飛行の飛行機から細菌をまく方法で行われた。この時使われたノミは、ペスト菌を持つネズミの血を吸い「ペストノミ」となったものだった。ノミだけではうまく目的地点に到達しない恐れがあり、また着地のショックを和らげる必要もあって、穀物や綿にまぶして投下した。11月3日までに37人が死亡し、華美病院の丁立成院長が、犠牲者の症状をペスト菌であると宣言している。

#### 満洲新京
1940年（昭和15年）11月に満洲国の新京でペストが流行した際には、関東軍も疫病対策に協力することになり、石井防疫給水部長以下731部隊が中心となって活動し、流行状況の疫学調査や、感染拡大防止のための隔離やネズミ駆除を進めたとされる。しかし、この点についてシェルダン・ハリスや解学詩は、ペスト流行自体が謀略や大規模人体実験、あるいは生物兵器の流出事故といった731部隊が起こしたものであったと述べている。
常石敬一は、新京や農安で発生したペスト流行については日本軍の細菌攻撃説には確かな証拠がなく、疫学調査のデータは自然流行のパターンに一致していることなどから、自然に発生した疫病だったのではないかと述べていた。
しかし、2011年の金子論文発見により、ジャーナリストの渡辺延志は、新京でのペスト流行は新京から60キロの農安で始まった731部隊の細菌攻撃に端を発しており、農安から持ち込まれた犬が入院していた新京の日本人経営の犬猫病院を起点として、ペスト菌が拡大していったと述べている。

#### 常徳
1941年11月4日に常徳で行われた同様のペスト菌攻撃は、散布の効果が薄かった。これは、中国側が寧波での経験を生かし、日本機が菌を散布した後に衛生担当者がただちにまかれたものを収集し、破棄したからである。結果として中国側は死者数を一桁に抑えられた。

#### 浙贛
1941年に行われた浙贛への細菌攻撃では、1万人以上の被害が出た。コレラ患者を中心に1700人以上が死亡したものの、犠牲者はすべて日本兵だった。被害にあった日本兵は上官から、「これは中国による生物兵器攻撃だ」と教えられたと供述している。

## 人体実験

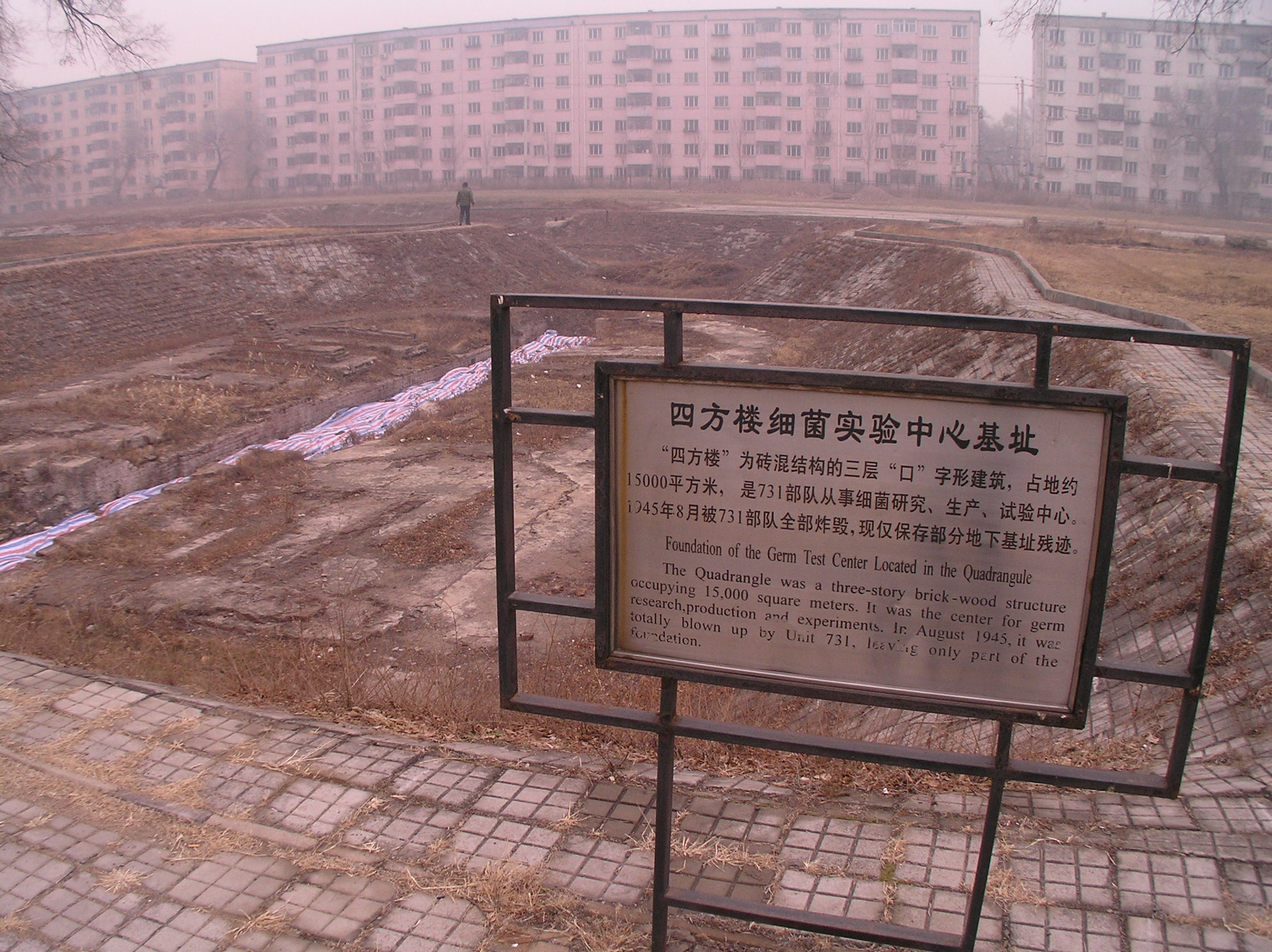
「四方楼」。ロ字型の建物で15,000㎡ある細菌実験、生産の主要的建築があった場所で、1945年8月に日本軍により爆破され、地下基礎部分のみ現存する。

常石敬一や秦郁彦によれば、731部隊では生物兵器の開発や治療法の研究などの目的で、本人の同意に基づかない不当な人体実験が行われていた。石井四郎は医学研究において「内地でできないこと」があり、それを実行するために作ったのがハルビンの研究施設であった、と戦後に語っており、それは主に人体実験を指していると常石は述べている。
元陸軍軍医学校防疫研究室の責任者で、石井の右腕といわれた内藤良一（のちの「ミドリ十字」の設立者）は、戦後のニール・スミス中尉による尋問で次のように証言している。

「石井がハルビンに実験室を設けたのは捕虜が手に入るからだったのです。（中略）石井はハルビンで秘密裏に実験することを選んだのです。ハルビンでは何の妨害もなく捕虜を入手することが可能でした。」さらに、細菌部隊のアイデアは石井ひとりのものだったとし、「日本の細菌学者のほとんどは何らかの形で石井の研究に関わっていました。（中略）石井はほとんどの大学を動員して部隊の研究に協力させていた」

### 実験材料「マルタ」と呼ばれた人々
元731部隊員の複数の証言によれば、人体実験の被験者は主に捕虜やスパイ容疑者として拘束された朝鮮人、中国人、モンゴル人、アメリカ人、ロシア人等で、「マルタ（丸太）」の隠語で呼称され、その中には一般市民、女性や子供まで含まれていたという。
マルタの人数は、終戦後にソ連が行ったハバロフスク裁判での川島清軍医少将（731部隊第4部長）の証言によると、3,000人以上とされる。731部隊の「ロ号棟」で衛生伍長をしていた大川福松は、2007年に、一日に2〜3体、多い時は1日5体を生体解剖したと証言している。犠牲者の人数についてはもっと少ないとする者もあり、解剖班に関わったとする胡桃沢正邦技手は多くても700 - 800人とし、別に年に100人程度で総数1000人未満という推定もある。
終戦時には、生存していた40-50人のマルタが証拠隠滅のために殺害されたという。
こうした非人道的な人体実験が行われていたとする主たる根拠は、後述するいくつかの文書資料および元部隊員など関係者の証言であるが、証言の中にはソ連や中国の捕虜となっていた時期に供述書として提供されたものもある（ただし全ての証言がそうというわけではなく、捕虜となった経歴が確認されない人物の証言もある）。このうち日本人捕虜の「認罪」過程については、中華人民共和国政府による洗脳として供述書の信憑性に注意すべきであるという指摘もある。

### 細菌学的実験
元731部隊員で、撫順戦犯管理所に1956年まで拘留され、帰国後は中国帰還者連絡会（中帰連）会員として活動してきた篠塚良雄は、当時14歳の少年隊員として721部隊に配属され、ペスト患者の生体解剖に関わったと主張している。篠塚は帰国後、高柳美知子との共著の中で、中国人マルタの生体解剖の様子を語っている。生体実験では、日本人が犠牲になることもあったという。篠塚はペストに感染した友人の少年隊員であった平川三雄の生体解剖に立会ったとも語っている 。
一方、田辺敏雄は、こういった中帰連関係者などの証言について、撫順戦犯管理所での「教育」によって「大日本帝国による侵略行為と自己の罪悪行為」を全面的に否定（自己批判）させられた者の証言であるとして、信憑性を疑問視している。
長野県出身の少年隊員であった清水英男は14歳の時に配属され、ホルマリン漬けにされたマルタの人体標本を上官に見せられ、証拠隠滅のため、火葬されたマルタの遺骨を川に遺棄する作業に従事したという。

### 生理学的実験
731部隊では、ガス壊疽実験、凍傷実験、銃弾実験などのように極限まで破壊すると、人体はどのくらいの期間持ちこたえることができるのか、あるいはそこからどのように治療すれば回復させることができるのか、といった生理学的な研究も頻繁に行われた。こういった実験は、731部隊以外の陸軍病院などでも行われた。
元731部隊員の越定男によれば、最も熱心に行われた人体実験は、ガラスで覆われた部屋で行われたガス実験だった。越は、ガス実験に立ち会った時の様子を著書に記している。マルタとして、ここに運び込まれたのは、30歳代で中国人が多く、次にロシア人が多かった。ここで使われたガスは、イペリット、ホスゲン、ルイサイト、青酸ガス、一酸化炭素ガスなどだった。
731部隊の印刷部員だった上園直二は、白系ロシア人の男性2名が裸で冷凍室に入れられ、死亡する過程を撮影されている光景を目にした、という証言をしている。
731部隊の「ロ号棟」で衛生伍長をしていた大川福松は、2007年4月8日、大阪市で開かれた国際シンポジウム「戦争と医の倫理」に出席し、子持ちの慰安婦を解剖したこと、母が死んだ後にその子どもは凍傷の実験台に使用したことなどを回想している。
1935年から1936年にかけて背陰河の東郷部隊に傭人として勤めた栗原義雄は、水だけを飲ませて何日生きられるかという耐久実験をやらされたとして、回想を語っている。

### 細菌爆弾の効果測定
常石によれば、マルタを使用した安達実験場での爆弾実験は、新型爆弾の開発が追い込みにかかる1943年末以降に活発化した。炭疽菌爆弾の場合、マルタは榴流弾の弾子で負傷し、血だらけとなる。マルタは担架で部隊に運ばれ、どのような傷であれば感染が起こるか、何日間で発病するか、そしてどのように死んでいくかが観察された。多くの場合、全員が感染し、数週間以内に死亡している。最後には内臓のどの部分が最もダメージを受けたかを明らかにするために、解剖された。
石井の私設秘書的存在として活動していた郡司陽子は、同じく731部隊の隊員であった弟から、安達実験場での細菌爆弾の効果測定にマルタが使用されていたという証言を聞き出している。

### 性病実験と女性マルタ
ジャーナリストである西野瑠美子がある元隊員にインタビューしたとする報告によれば、当初731部隊では注射で女性マルタに梅毒を感染させていたが、現実に即した実験結果が得られなかったため、マルタを強制して性行為を行わせることで梅毒を感染させ、梅毒にかかった男女を小部屋に入れて再び性行為を強制したという。性行為に立ち会ったと称する元隊員は白衣を着た複数の人間の監視のもとで性行為が強制されたことなどを語っている。

### 証拠隠滅とマルタの殺害
1945年8月9日の赤軍の満洲への侵攻直後、731部隊の施設建物が大量の爆薬によって破壊された。常石は、この破壊は証拠隠滅であったとする。秦は、終戦時には、生存していた40～50人のマルタが証拠隠滅のために殺害されたと推測している。
元隊員の越定男によれば、棟に青酸ガスを噴出させて殺害したり、直接手を下さずに確実に殺すため、銃で脅しながら、互いに向かい合わせ、首にロープを巻き、その中央に棒を差し込んで、互いにねじらせたりした。その他いろいろな方法で殺害した。
731部隊が証拠隠滅を急いだのはマルタだけではなかった。1棟2階の「陳列室」をはじめ第一部各課研究班には、ホルマリン容器に入った生首、腕、胴体、脚部、各種内臓の標本が、伝染病の種類や病状ごとに計1000個ほど保存されており、これらは夜陰に乗じて松花江に投げ捨てられたという。さらに、増産を重ねてきた各種細菌のストック、夥しい数のネズミ、数億匹のノミ、解剖記録、病理記録、細菌培養記録などは掘った穴に集められ、重油で焼却されている。その後、施設建物が大量の爆薬によって破壊された。この時の煙はハルビン市内からも見えたと言われている。

## 戦後

### アメリカ合衆国による731部隊調査
アメリカ合衆国は、日本の敗戦直後から4次にわたって細菌戦専門家による731部隊調査団を派遣した。調査はすべて、連合国軍最高司令官ダグラス・マッカーサーと連合国軍最高司令官総司令部参謀第2部部長チャールズ・ウィロビーの全面的な協力のもとで進められ、報告書（レポート）がアメリカ国防総省あてに提出された。
- 第1次 - 責任者マレー・サンダース、1945年11月1日付「サンダース・レポート」、部隊組織や実験内容を詳述、人体実験への言及なし[61][62][63]
- 第2次 - 責任者アーヴォ・トンプソン（Arvo T. Thompson）、1946年5月31日付「トンプソン・レポート」、部隊組織や実験内容を詳述、人体実験への言及なし[61][62][63]
- 第3次 - 責任者ノーバート・フェル（Norbert H. Fell）、1947年6月20日付「フェル・レポート」、人体実験への言及あり[61][62][63]
- 第4次 - 責任者エドウィン・ヒル（Edwin V. Hill）、1947年12月12日付「ヒル・レポート」、人体実験への言及あり[61][62][63]

ウィリアムズとワラスは、731部隊の実験データの多くは元隊員たちが密かに持ち帰ったため、最終的にはアメリカ軍の戦後の生物兵器開発に生かされたと述べている。また、人体実験に手を染めたものの、ハバロフスク裁判を免れた軍医たちは連合国から戦犯として裁かれることなく、大学医学部や国立研究所や各地の病院に職を得たと述べている。
常石敬一が編訳した米軍資料によれば、アメリカ政府は、日本の生物戦研究情報は国家の安全にとって価値があり、他国に入手されないためにも「戦犯」裁判にかけるべきではない、と結論したという。

### ハバロフスク裁判

#### 柄沢十三夫証言
731部隊の実験データに強い関心を示していたソ連は、ハバロフスク裁判で731部隊の第4部細菌製造部第1班班長であった柄沢十三夫少佐を厳しく尋問し、柄沢は1946年9月26日から30日までの間に、731部隊の編成と責任者、研究内容、設備、人体実験の事実、中華民国での細菌兵器使用、寧波と常徳で行われたペストノミ攻撃の事実を認め、総指揮者が石井四郎であったと証言した。また、ハバロフスク裁判の判決準備書面で、安達付近演習場にてで1943年から1944年に行われた炭疽菌爆弾の人体実験、動物実験について述べている。

#### 川島清証言
また、柄沢の上司だった川島清軍医少将（731部隊第4部長）も、飛行機によるペストノミの散布、ペストノミの入った陶磁器製爆弾の投下、天皇の命令書、部隊の資金と出資、マルタの供給と受領の仕組みなどについて供述した。川島によれば、実験の犠牲者は3,000人以上とされる。

#### 倉員サトル証言
731部隊の憲兵班の曹長であった倉員サトルは、ハバロフスク裁判において、1940年に吉村研究員が凍傷実験を自分に見せてくれた時の様子について、手の指が全く欠けていたり手が黒くなっている中国人被実験者らを目にしたと証言している。

#### 秋元寿恵夫証言
元731部隊員の秋元寿恵夫は「命令に逆らったり解剖をしなかったりしたら、教授に破門されるか軍法会議にかけられる。だからやむを得ず行った」と述べた。

### 厚生省
2019年11月に国立公文書館が開示決定した公文書の中に、1950年9月に厚生省復員局留守業務第3課（当時）が取り残された軍医や軍人の状況を把握するために作成した文書「業務通報（B）第50号　関東防疫給水部」が、2020年2月6日までに西山勝夫によって発見された。文書の中に、本部第一部が細菌研究と第四部が細菌生産など部隊構成や敗走経路から帰国するまでの経路、抑留された人数なども書かれていた。

### 朝鮮戦争における細菌戦
北朝鮮、ソ連、中国は、朝鮮戦争でアメリカが日本軍の731部隊のデータをもとに細菌戦を実施し、また石井四郎も従軍したと主張した。
一方、キャサリン・ウエザースビー（Kathryn Weathersby）は、米軍が朝鮮戦争で細菌戦を行ったというのは、北朝鮮、ソ連、中国による捏造でありプロパガンダであるとした。メリーランド大学のミルトン・ライテンバーグは、1998年にソ連共産党中央委員会の文書を入手し、そこに「米国人に対する非難は架空のものだ」と書かれていることを明らかにした。

### 日本国への賠償請求
1997年に中華人民共和国の180名が、ハーグ陸戦条約3条違反などにもとづき細菌戦の被害者への謝罪と賠償を日本政府に求める裁判を日本で起こした（731部隊細菌戦国家賠償請求訴訟）。
2002年、東京地方裁判所は、ハーグ陸戦条約が個人に国際法主体性を認めておらず、また日中平和友好条約で日中共同声明の「戦争賠償の請求放棄」原則が確認されて国際法上は国家責任は決着した、補償法令の立法不作為も認められないなどとして請求を棄却し、原告側が敗訴した。他方、東京地方裁判所は細菌戦の事実関係について、当該訴訟では原告側の立証活動だけで被告側による反証活動がされていないという制約があり、複雑な歴史的事実であるから歴史の審判に耐え得る事実の認定は学問的な考察と議論に待つほかはないとしたうえで、当該裁判所の事実認定としては731部隊や中支那防疫給水部（1644部隊）が1940年から1942年にかけてペスト感染したノミを散布したり、コレラ菌を井戸に入れるなど細菌兵器の実戦使用（細菌戦）があったと判断、731部隊等の旧帝国陸軍防疫給水部が、生物兵器に関する開発のための研究及び同兵器の製造を行い、中国各地で細菌兵器の実戦使用（細菌戦）を実行した事実を認定した。しかしながら、原告の請求（謝罪と賠償）に関しては全面的に棄却した。
2005年の控訴審判決でも東京高等裁判所は細菌戦はあったとしつつも賠償請求は棄却するという原審判断を踏襲した。2007年には最高裁判所が原告による上告および上告受理の申立てを棄却したため、上記の地裁・高裁判断に基づく賠償請求棄却、すなわち原告側の敗訴が確定した。

## 旧陸軍軍医学校跡地で発見された人骨との関連
1989年7月に東京都新宿区戸山の旧陸軍軍医学校跡地に建設予定の国立感染症研究所建設現場で、四肢が様々な位置で切断された形跡が残った大量の人骨が発見された。人骨の身元は不明だが、731部隊の犠牲者の可能性があるとして市民団体は政府調査を要求した。
1992年4月、札幌学院大学教授の佐倉朔が人骨に関する鑑定結果を出し、骨に人為的加工や銃撃または斬撃または切断の跡が残っているものがあったこと、また1890年～1940年頃に埋められたものであったことなどを記した。
この鑑定結果から「軍医学校跡地で発見された人骨問題を究明する会（人骨の会）」代表常石敬一は、凍傷や壊死など、四肢の切断を必要とする手術の練習台に、これらの人骨が使用されたのではないかと主張している。また、新宿区が遺骨焼却予算を計上したため、焼却差止住民訴訟が起こされたが、2000年に敗訴確定（人骨焼却差止住民訴訟事件）。
2001年の厚労省調査報告では、陸軍軍医学校関係者368人への聞き取り調査によって、標本類また医学教育用に集められたもので、戦死者等から作成された可能性はあるが、731部隊によるものを否定する回答もあり、確定できなかった。
2011年、厚労省が初の発掘調査を行った。
2016年、人骨の会代表常石敬一らはミトコンドリアDNAの鑑定などを厚労省に要望した。

## 人体実験を裏付ける資料とその真偽

### 日本
確認されている文献史料としては、「特移扱」と呼ばれるスパイ容疑者などの身柄取り扱いについての特例措置に関するものがあり、これが731部隊に移送されて人体実験対象にされたことを示す隠語ではないかと推定されている。1938年1月26日に関東軍の各憲兵隊に発出された命令文書「特移扱ニ関スル件通牒」（関憲警第58号）では、スパイ容疑者や思想犯、匪賊、アヘン中毒者などを通常の裁判手続きに乗せない「特移扱」とすることができるとの指示がなされている。実際に、ソ連のスパイ（ソ連の諜報員の略で「ソ諜」「蘇諜」等と表記）を「特移扱」とした指令書や報告書等も残存している。
松村高夫によれば、吉村寿人による第15回満洲医学会ハルビン支部の特別講演（1941年10月26日）の記録『凍傷ニ就テ』は文書で残されたものとしては数少ない同部隊の人体実験の記録とのことであり、その中に記された「実験1」では零下20度で手を冷却して凍傷の発生を見ているほか、「実験5」では「絶食3日後」や「一昼夜不眠」などの前準備の後に「血管反応ノ状況ヲ観察シ」て抗凍傷指数を算出、「実験6」でも「苦力101名ニツキ抗凍傷指数ヲ求メ」ているという。この『凍傷ニ就テ』は国立公文書館アジア歴史資料センターにてインターネット公開されている。
同じく松村高夫によれば、同部隊診療部の永山太郎、池田苗夫、荒木三郎による報告書『破傷風毒素並芽胞接種時ニ於ケル筋『クロナキシー』ニ就テ』は破傷風毒素と芽胞を人間の足背部に接種して発症時の筋肉の電位変化を測定したという内容で、対象とされた14名が全員死亡していることが報告書に十字で示されているという。また『きい弾射撃ニ因ル皮膚障害並一般臨床的症状観察』には、1940年9月7日から10日にかけて行われた、被験者16人を野外に配置して彼らに向けてイペリット弾を発射して生じた症状を観察する実験内容が記載されているという。
秦郁彦によれば、現存する731部隊の医学的成果を分析したところによると、「猿」を使った流行性出血熱（孫呉熱）の病原ウイルス特定と、凍傷治療法の2件は、人体実験を利用して得られたものではないかと推定されるという。

### アメリカ
731部隊が行った人体実験（"human experimentation")の記録は、既に機密指定解除されたアメリカ政府や軍の公文書より発見されている。それらの文書はアメリカ国立公文書記録管理局で公開されており、731部隊が行った人体実験を研究する者にとって基礎的な資料となっている。一方、ナチスの戦争犯罪に関する調査が800万ページにも及んだのに対し日本の戦争犯罪に対する調査が僅か10万ページと極端に少なかったことから、多くの知識人は、米国には依然として日本の戦争犯罪に関する膨大な資料が眠っていると疑っている。ただし、そのような資料は今のところ見つかっておらず、近年になって新たに機密指定解除された一連の公文書からも、前述のサンダース、トンプソン、フェル、ヒルらによるレポート等の既に公開されている記録は確認されたものの、それ以上の新たな記録は見つからなかった。日本の戦争犯罪に関する資料がナチスの戦争犯罪に関する資料に比べて極端に少ないことについて、米陸軍戦史センター（CMH）の元主任研究員エドワード・ドリューは、「終戦直前の1945年8月12日からアメリカ軍の一部が日本に上陸する8月28日までの間に、主要な記録の多くが日本当局により隠滅されたため」と述べている。また、コロンビア大学教授のキャロル・グラック（日本近代史専攻）は、アメリカの、日本軍の満洲での初期の軍事行動に対する関心が終戦時と比べて低かったこと、そして連合軍がヨーロッパにおけるホロコーストの資料作成を優先したのに比べ、戦略諜報局（CIAの前身）が日本軍の満洲での初期の軍事行動に対して徹底的な調査を行わなかったからであると述べている。IWG報告書の作成に携わった人たちは、731部隊に関する記録については既に機密解除されて公開されているので、今後のリリースには含まれていないだろうと述べている。エドワード・ドリューは、731部隊については既に多くの記録が機密解除されて入手可能となっているにもかかわらず、歴史家、研究者、関係当事者が十分に活用できていないことが問題だ、と述べている。そのため、2007年のIWG報告書の作成プロジェクトでは、新たな資料の発掘よりも、そのような既に公開済みの資料を見つけやすくし、よりアクセスしやすくするためのガイドの作成が優先事項とされた。作成されたガイドは、日本の戦争犯罪に関する報告書の添付CD-ROMに収録されている。
その他の文書としては、アメリカ、ユタ州のダグウェイ細菌戦実験場で、731部隊による人体実験の数百ページに及ぶ詳細なデータ「ダグウェイ文書」が1991年に発見されている。この「ダグウェイ文書」には、炭疽菌について400ページ余にわたり、30例の解剖所見の人体模型図入りの記録、さらに心臓、肺、扁桃、気管支、肝臓、胃というように18の臓器ごとの顕微鏡写真入りの記録が記載されている。

### 中国
原正義は、1928年の済南事件での日本人犠牲者の遺体を済南病院で検視している写真（『山東省動乱記念写真帖』〈昭和3年、青島新報 1928〉に掲載）が、731部隊が中国人に細菌人体実験をしている写真として『日本侵華図片史料集』や吉林省博物館、粟屋憲太郎の論文などで誤用・転用されていることを指摘している。

## 旧址
現在侵華日軍第七三一部隊罪証陳列館として整備されている。

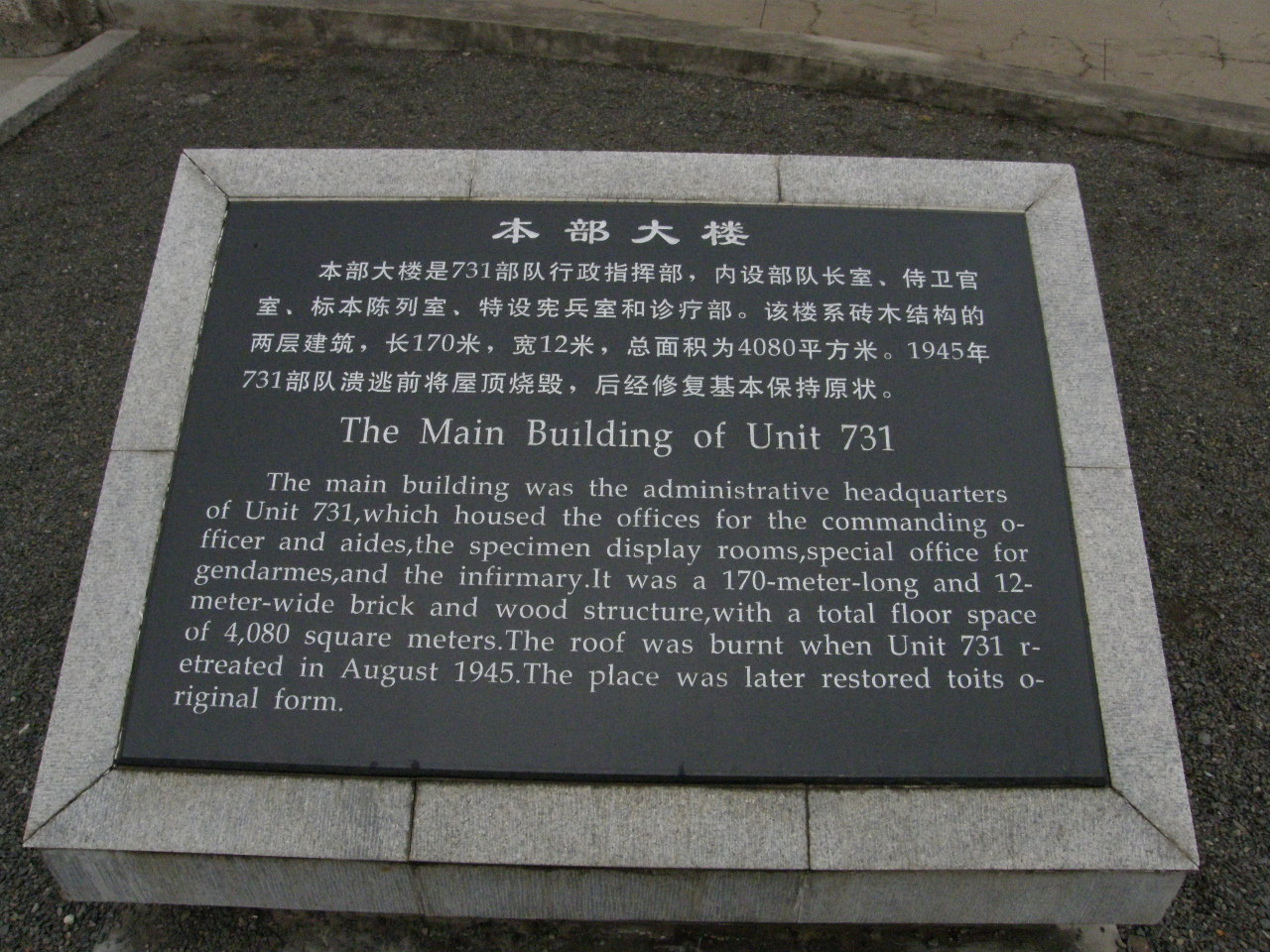
中国語と英語で書かれた731部隊本部建物プレート
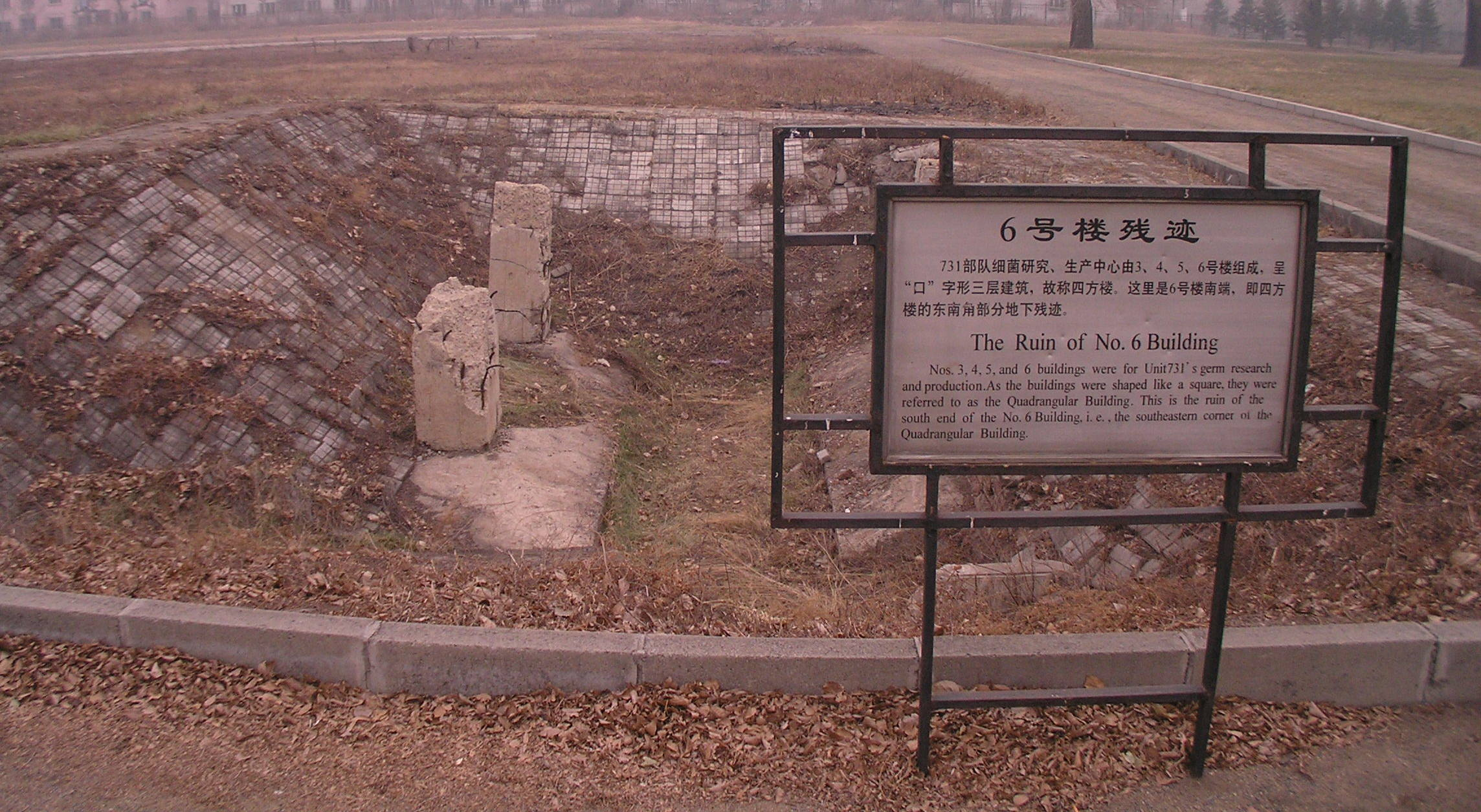
6号棟跡
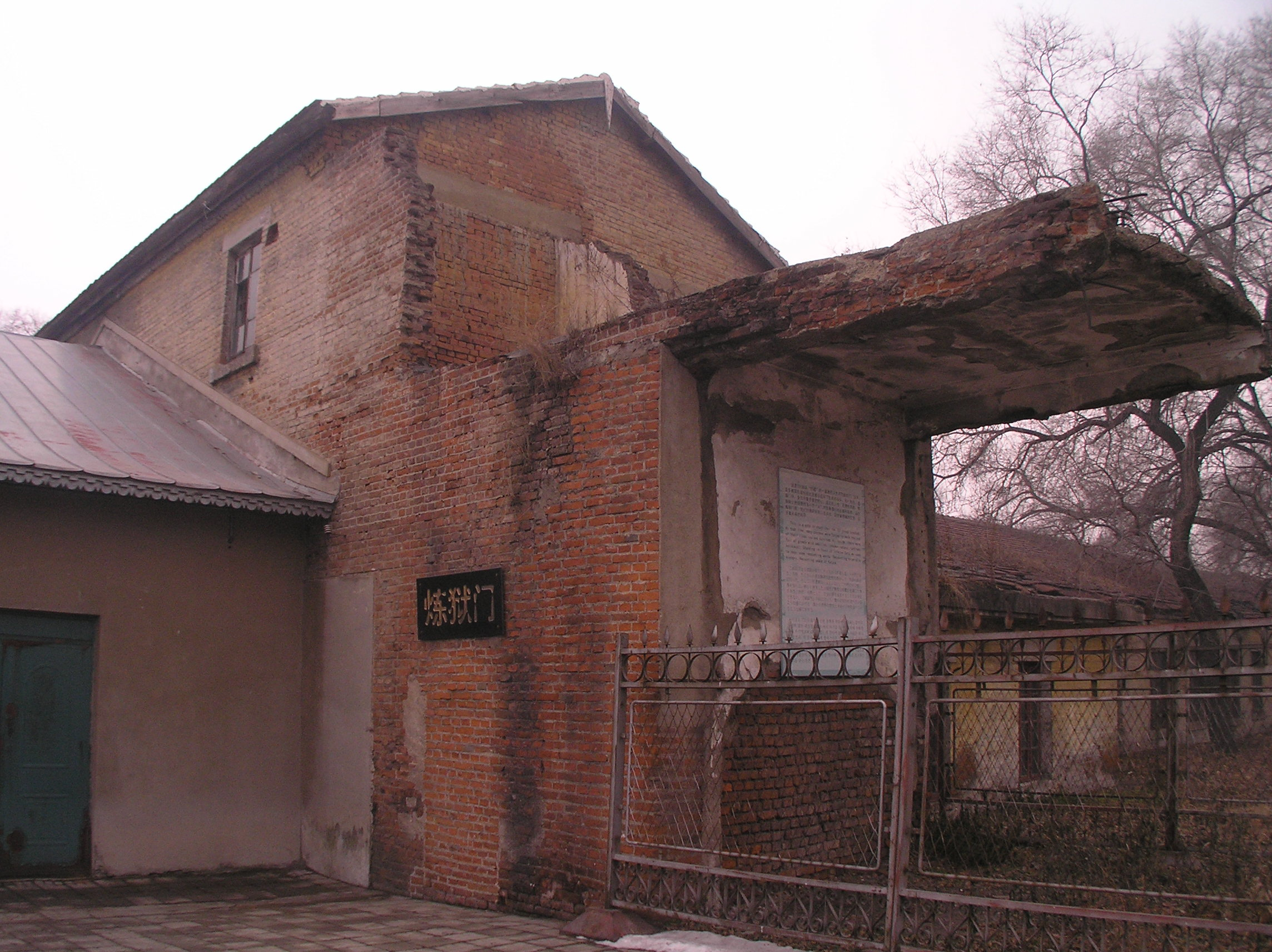
煉獄門
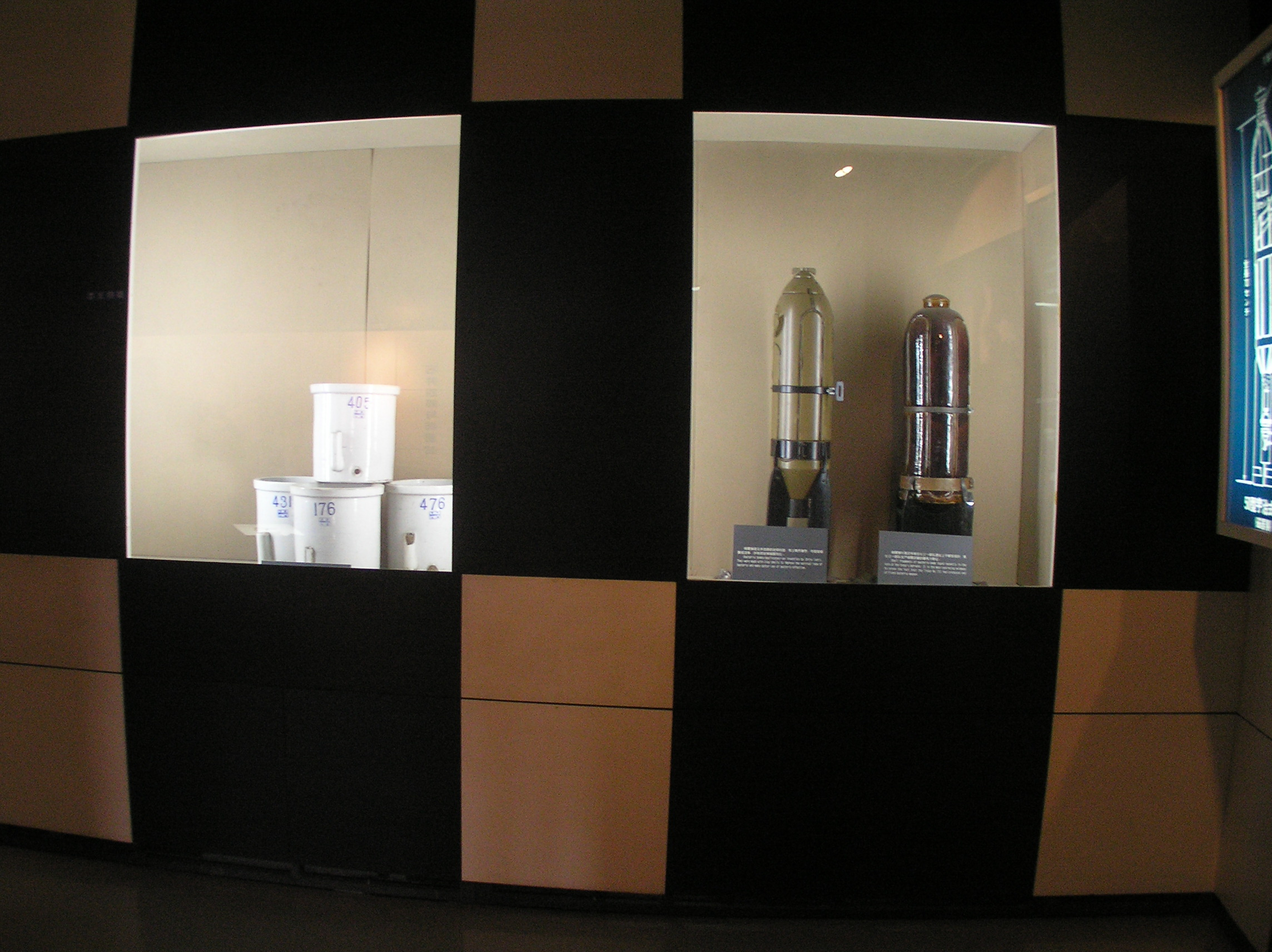
煉獄館内部（史料館）
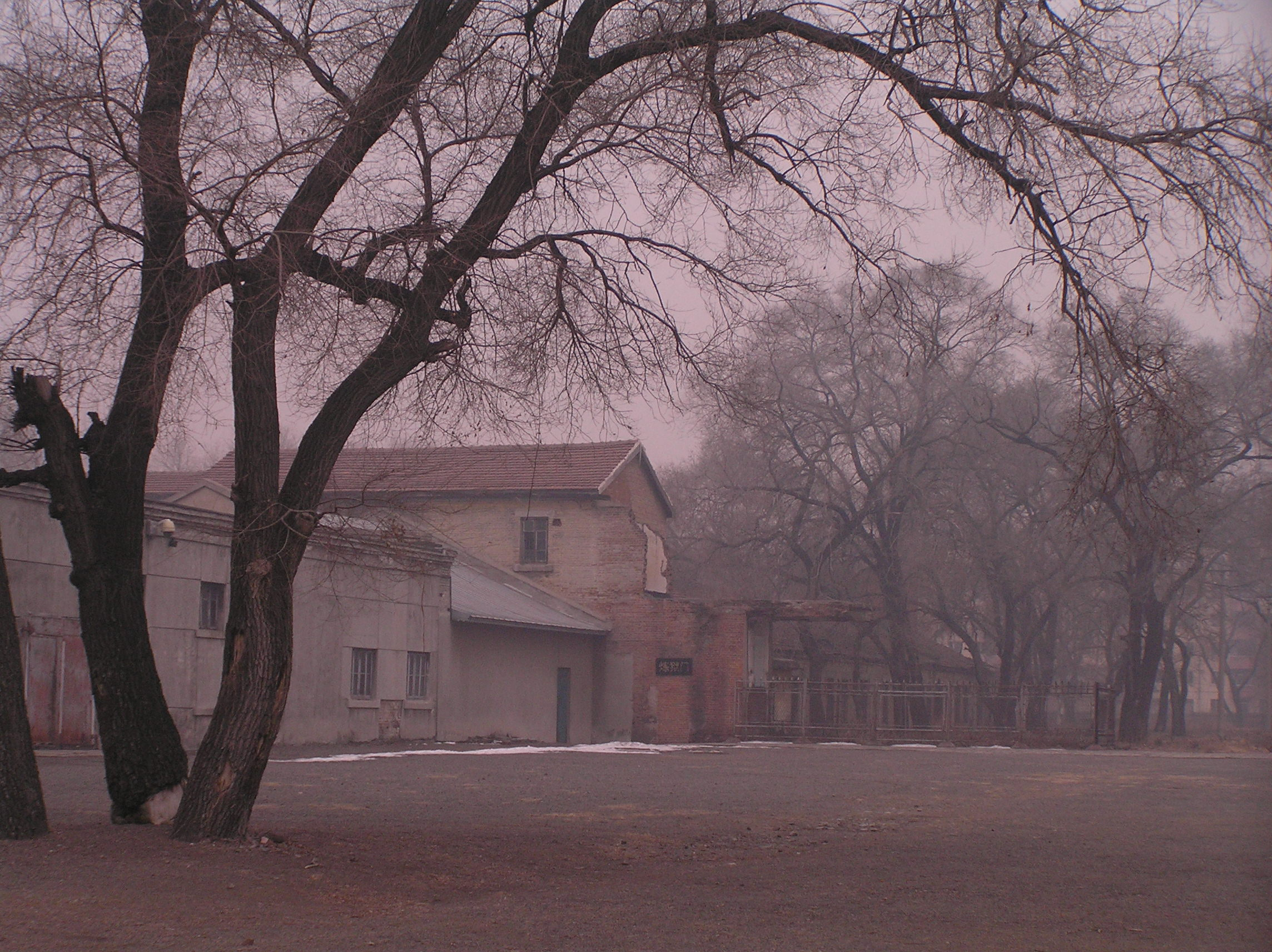
1号棟右側
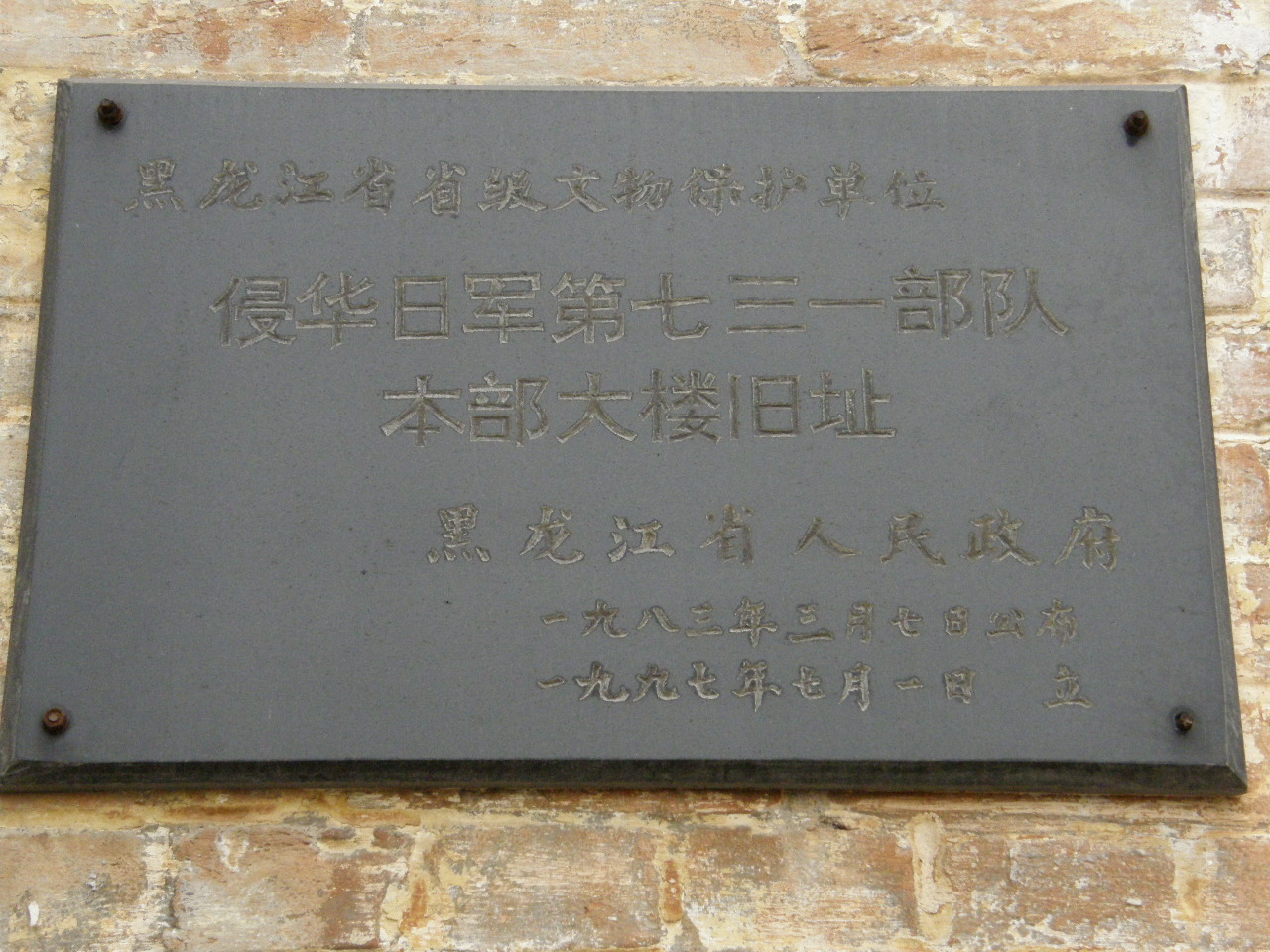
731部隊遺跡建物表札
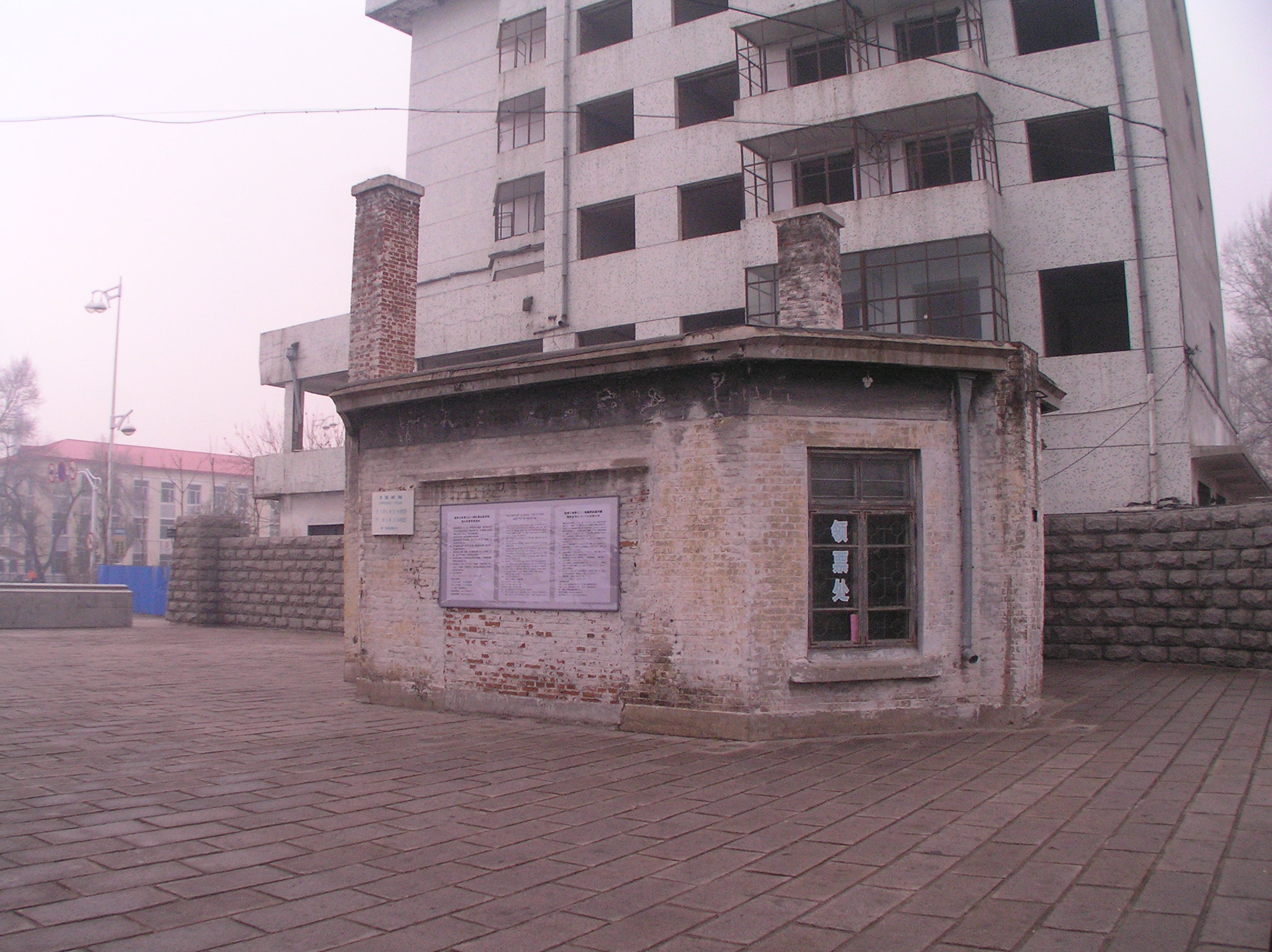
元監視塔

## 関連作品

### テレビドキュメンタリー
- 『テレビルポルタージュ 魔の731部隊』（日本、TBS、吉永春子ディレクター、1975年8月10日）[93]
- 『テレビルポルタージュ 続魔の731部隊』（日本、TBS、吉永春子ディレクター、1976年8月15日）[94]
- 『驚きももの木20世紀 闇に消えた七三一部隊 石井四郎の罪と罰』（日本、テレビ朝日、1999年4月23日）[95]
- 『知ってるつもり?! 「731部隊と医学者たち」』（日本、日本テレビ、2000年3月5日）
- 『NHKスペシャル 731部隊の真実 ～エリート医学者と人体実験～』（日本、NHK、2017年8月13日）[96][97]
- 『BS1スペシャル 「731部隊（前編） 人体実験はこうして拡大した」「731部隊（後編）　隊員たちの素顔」』（日本、NHK、2018年1月21日）[98][99]
- 『NHKスペシャル 未解決事件 「File.09 松本清張と帝銀事件」』（日本、NHK、2022年12月29日・30日）
- 『報道特集 「731部隊 14歳の証言」』（日本、TBS、2024年4月13日）[100]
- 『ドキュメンタリー「解放区」 「標本室　731部隊 細菌戦と少年たち」』（日本、TBS、2024年10月21日）[101]

### 小説
- 『細菌』（日本、吉村昭著、1970年　後に『蚤と爆弾』と改題）
- 『凍河』（日本、五木寛之著、1976年）
- 『新・人間の証明』（日本、森村誠一著、1982年）
- 『湖の女たち』（日本、吉田修一著、2020年）

### 映画
- 『帝銀事件 死刑囚』（日本、熊井啓監督、1964年）
- 『凍河』（日本、斎藤耕一監督、1976年）
- 『黒い太陽七三一 戦慄!石井七三一細菌部隊の全貌』（香港、牟敦芾監督、1988年）
- 『黒い太陽七三一II 悪魔の生態実験室』（香港、ゴッドフリー・ホー監督、1992年）※DVD邦題：黒い太陽 恐怖の細菌部隊731 殺人工場
- 『黒い太陽七三一III 石井細菌部隊の最期』（香港、ゴッドフリー・ホー監督、1993年）※DVD邦題：黒い太陽 恐怖の細菌部隊731 II 死亡列車
- 『スパイの妻〈劇場版〉』（日本、黒沢清監督、2020年）
- 『湖の女たち』（日本、大森立嗣監督、2024年）
- 『731』（中国、2025年）[102][103]

### テレビドラマ
- 『帝銀事件・大量殺人　獄中32年の死刑囚』 - 1980年のテレビ朝日「土曜ワイド劇場」のテレビドラマ。
- 「731」 - 米国のテレビドラマ『X-ファイル』のエピソード。
- 『スパイの妻』 - 2020年の日本・NHKのテレビドラマ。

### 舞台
- 『エッグ』（日本、野田秀樹監督、2012年）

### マンガ
- 『龍-RON-』（日本、村上もとか著、1991年 - 2006年）
- 『極東事変』（日本、大上明久利著、2019年）

### 音楽
- 長渕剛 1983年発売のアルバム『HEAVY GAUGE』収録の「冷たい外国人」。
- 池辺晋一郎 混声合唱組曲『悪魔の飽食』、1984年。原詩は森村誠一。
- スレイヤー 米国のスラッシュメタルバンド。2009年発売のアルバム『血塗ラレタ世界』収録の「ユニット731」。

## 関連文献
- 『七三一部隊の日中戦争：敵も味方も苦しめた細菌戦』広中一成、PHP研究所、2025年7月[108]